# Лінія M1 (Варшава)
52°14′07″ пн. ш. 21°00′30″ сх. д. / 52.235277777778° пн. ш. 21.008333333333° сх. д.
Лінія М1 — перша лінія Варшавського метрополітену, в складі якої 21 станція і пролягає від станції «Кабати» (Урсинув) до станції «Млоціни» (Бєляни), завдожки 23,1 км.

## Історія
Рішення про будівництво першої лінії Варшавського метрополітену було прийнято у 1982 році, а через рік були розпочаті будівельні роботи в Урсинуві.

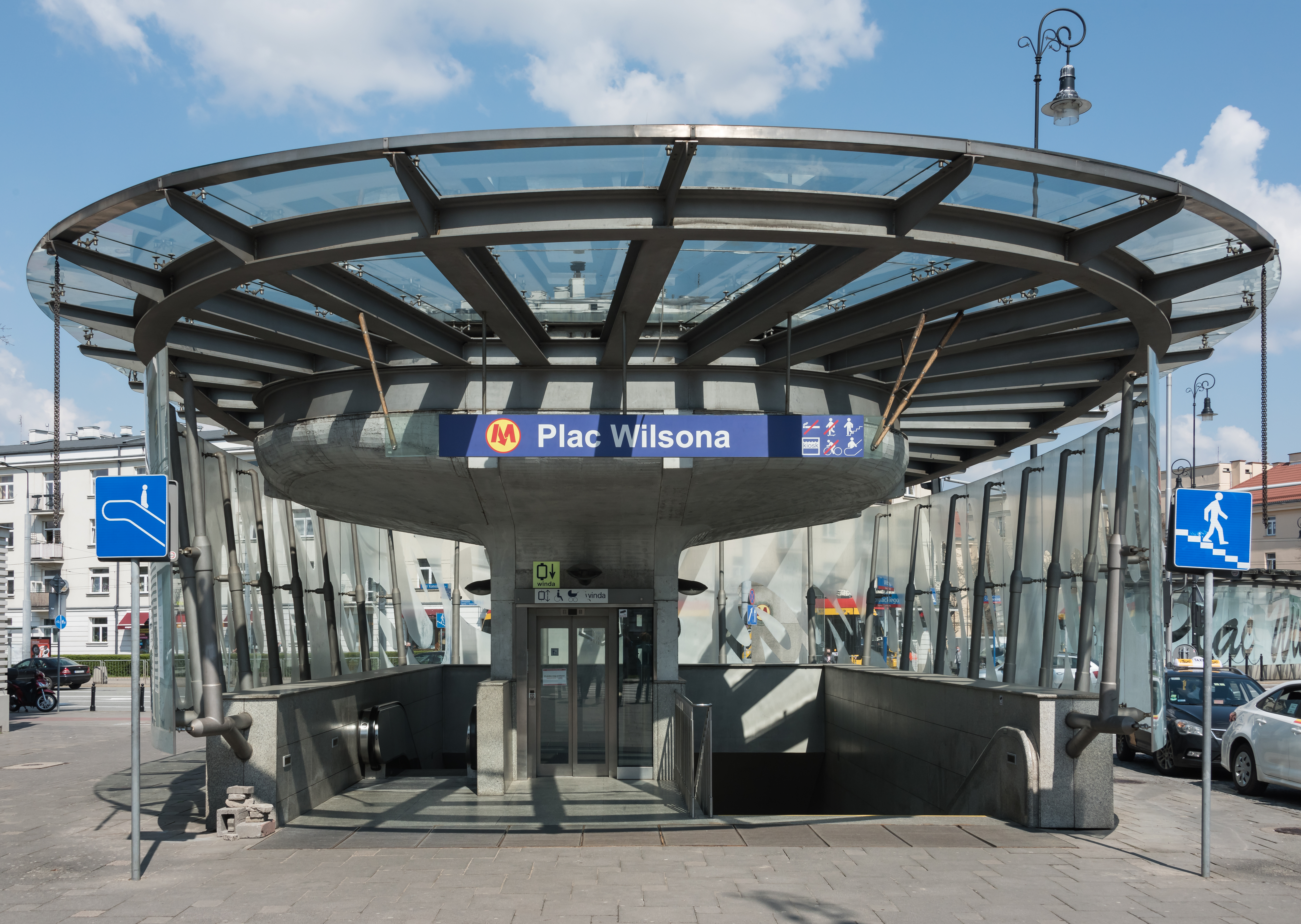
Станція «Пляц Вільсона»

7 квітня 1995 року введена в експлуатацію перша черга, що сполучила Урсинув і Мокотув зі Шредм'єшкевом.
У 2008 році було завершено будівництво і відкрито рух всією лінією. У 2014 році було прийнято рішення відмовитися від планів будівництва двох станцій в центрі міста, місце яких було зарезервоване у 1989 році, через недостатнє фінансування.

## Діючі станції
| Код | Назва             | Фото | Пересадки                             | Послуги                                             | Дата           | Розташування | Координати                                                              |
| --- | ----------------- | ---- | ------------------------------------- | --------------------------------------------------- | -------------- | ------------ | ----------------------------------------------------------------------- |
| A01 | Кабати            |      |                                       | Veturilo, велопарковка                              | 7 квітня 1995  | Урсинув      | 52°07′55″ пн. ш. 21°03′57″ сх. д. / 52.131953° пн. ш. 21.065801° сх. д. |
| A02 | Натолін           |      |                                       | Veturilo, велопарковка                              | 7 квітня 1995  | Урсинув      | 52°08′24″ пн. ш. 21°03′27″ сх. д. / 52.139933° пн. ш. 21.057618° сх. д. |
| A03 | Імєлін            |      |                                       | Veturilo, Перехоплювальна автостоянка, велопарковка | 7 квітня 1995  | Урсинув      | 52°08′59″ пн. ш. 21°02′43″ сх. д. / 52.149823° пн. ш. 21.045328° сх. д. |
| A04 | Стоклоси          |      |                                       | Veturilo, перехоплювальна автостоянка, велопарковка | 7 квітня 1995  | Урсинув      | 52°09′22″ пн. ш. 21°02′04″ сх. д. / 52.156177° пн. ш. 21.034564° сх. д. |
| A05 | Урсинув           |      |                                       | Veturilo, перехоплювальна автостоянка, велопарковка | 7 квітня 1995  | Урсинув      | 52°09′43″ пн. ш. 21°01′39″ сх. д. / 52.162034° пн. ш. 21.027585° сх. д. |
| A06 | Служев            |      |                                       | Veturilo, велопарковка                              | 7 квітня 1995  | Мокотув      | 52°10′24″ пн. ш. 21°01′34″ сх. д. / 52.173347° пн. ш. 21.026225° сх. д. |
| A07 | Віляновська       |      |                                       | Veturilo, перехоплювальна автостоянка, велопарковка | 7 квітня 1995  | Мокотув      | 52°10′54″ пн. ш. 21°01′23″ сх. д. / 52.181746° пн. ш. 21.022932° сх. д. |
| A08 | Вєжбно            |      |                                       | Veturilo, велопарковка                              | 7 квітня 1995  | Мокотув      | 52°11′25″ пн. ш. 21°01′00″ сх. д. / 52.190227° пн. ш. 21.016722° сх. д. |
| A09 | Рацлавицька       |      |                                       | Veturilo, велопарковка                              | 7 квітня 1995  | Мокотув      | 52°11′53″ пн. ш. 21°00′46″ сх. д. / 52.198151° пн. ш. 21.012859° сх. д. |
| A10 | Поле Мокотовське  |      |                                       | Veturilo                                            | 7 квітня 1995  | Мокотув      | 52°12′32″ пн. ш. 21°00′28″ сх. д. / 52.208954° пн. ш. 21.007839° сх. д. |
| A11 | Політехніка       |      |                                       | Veturilo                                            | 7 квітня 1995  | Середмістя   | 52°13′03″ пн. ш. 21°00′53″ сх. д. / 52.217551° пн. ш. 21.014699° сх. д. |
| A13 | Центрум           |      | Варшава-Середмістя Варшава-Центральна | Veturilo                                            | 26 травня 1998 | Середмістя   | 52°13′49″ пн. ш. 21°00′38″ сх. д. / 52.230350° пн. ш. 21.010682° сх. д. |
| A14 | Свентокшиська     |      | Line M2                               | Veturilo                                            | 11 травня 2001 | Середмістя   | 52°14′07″ пн. ш. 21°00′27″ сх. д. / 52.235373° пн. ш. 21.007573° сх. д. |
| A15 | Ратуш-Арсенал     |      |                                       | Veturilo                                            | 11 травня 2001 | Середмістя   | 52°14′41″ пн. ш. 21°00′05″ сх. д. / 52.244830° пн. ш. 21.001332° сх. д. |
| A17 | Двожець-Гданський |      | Варшава-Гданська                      | Veturilo, велопарковка                              | 20 грудня 2003 | Середмістя   | 52°15′30″ пн. ш. 20°59′40″ сх. д. / 52.258223° пн. ш. 20.994445° сх. д. |
| A18 | Пляц Вільсона     |      |                                       | Veturilo                                            | 8 квітня 2005  | Жолібож      | 52°16′09″ пн. ш. 20°59′04″ сх. д. / 52.269117° пн. ш. 20.984372° сх. д. |
| A19 | Маримонт          |      |                                       | Veturilo, перехоплювальна автостоянка, велопарковка | 29 грудня 2006 | Жолібож      | 52°16′18″ пн. ш. 20°58′18″ сх. д. / 52.271735° пн. ш. 20.971598° сх. д. |
| A20 | Слодовець         |      |                                       | Veturilo                                            | 23 квітня 2008 | Бєляни       | 52°16′37″ пн. ш. 20°57′36″ сх. д. / 52.276877° пн. ш. 20.959956° сх. д. |
| A21 | Старе Бєляни      |      |                                       | Veturilo                                            | 25 жовтня 2008 | Бєляни       | 52°16′53″ пн. ш. 20°57′00″ сх. д. / 52.281324° пн. ш. 20.949997° сх. д. |
| A22 | Вавжишев          |      |                                       | Veturilo, перехоплювальна автостоянка, велопарковка | 25 жовтня 2008 | Бєляни       | 52°17′11″ пн. ш. 20°56′22″ сх. д. / 52.286377° пн. ш. 20.939444° сх. д. |
| A23 | Млоціни           |      |                                       | Veturilo, перехоплювальна автостоянка, велопарковка | 25 жовтня 2008 | Бєляни       | 52°17′25″ пн. ш. 20°55′45″ сх. д. / 52.290384° пн. ш. 20.929234° сх. д. |

## Майбутні станції
| Код | Назва            | Лінія   | Дата | Статус        | Координати                                                              |
| --- | ---------------- | ------- | ---- | ------------- | ----------------------------------------------------------------------- |
| A12 | Пляц Конституції | Line M1 | 2026 | У перспективі | 52°13′31″ пн. ш. 21°00′51″ сх. д. / 52.225278° пн. ш. 21.014167° сх. д. |
| A16 | Муранув          | Line M1 | 2026 | У перспективі | 52°15′00″ пн. ш. 20°59′56″ сх. д. / 52.25° пн. ш. 20.998889° сх. д.     |

## Рухомий склад
| Рухомий склад                            | Рік                    | Вагони | Поїзди |
| ---------------------------------------- | ---------------------- | ------ | ------ |
| 81-717.3/714.3 81-572/573 81-572.1/573.1 | 1989, 1994, 1997, 2007 | 84     | 14     |
| 81-572.2/573.2                           | 2008—2009              | 36     | 6      |
| Alstom Metropolis 98B                    | 2000—2002, 2004—2005   | 84     | 14     |
| Siemens Inspiro                          | 2013—2014              | 90     | 15     |
| Разом:                                   | Разом:                 | 294    | 49     |

## Галерея

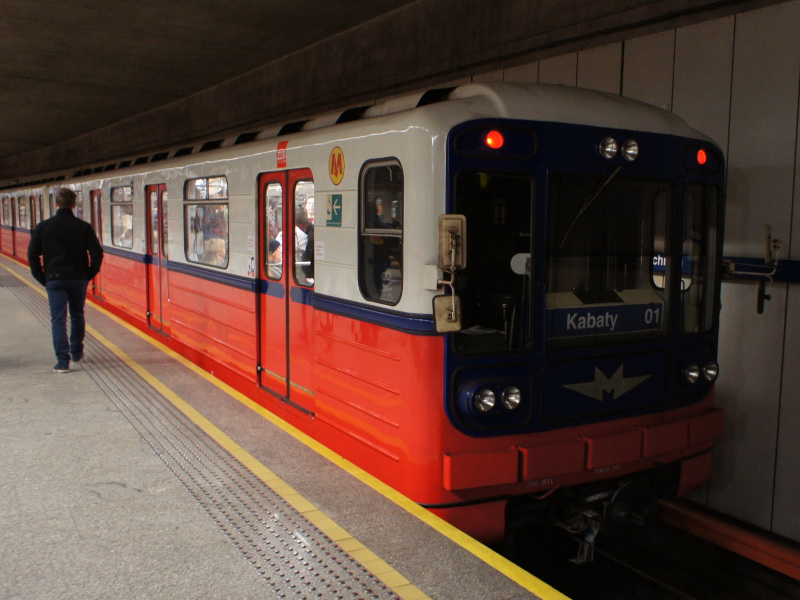
81-717.3/714.3
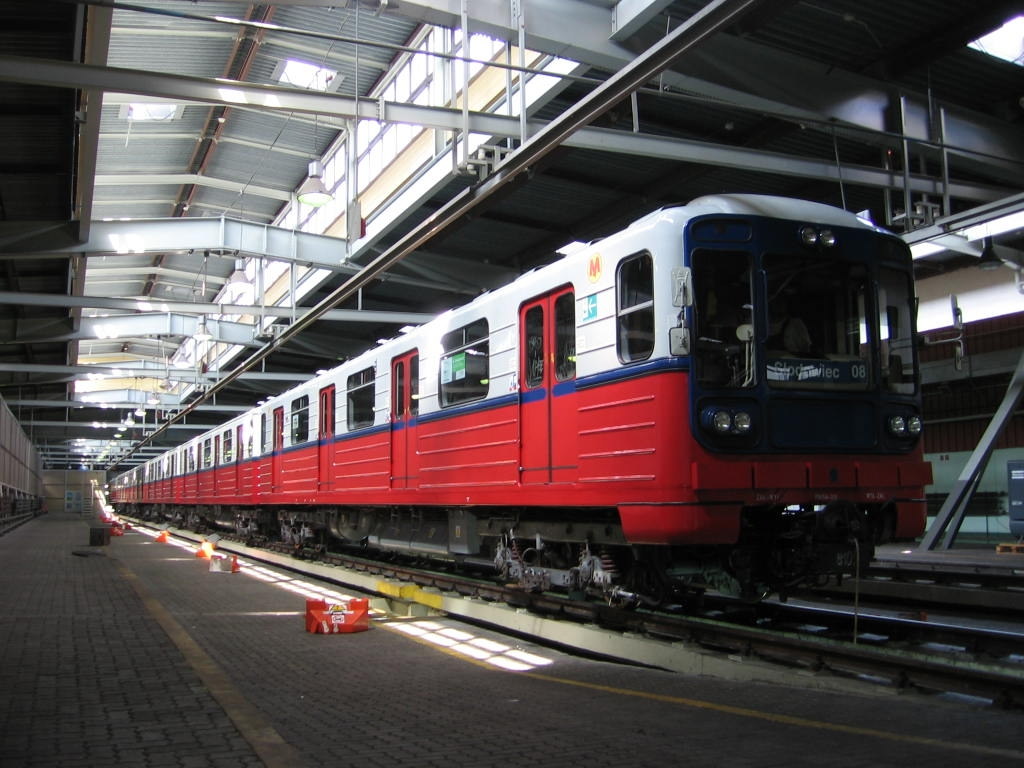
81-572/573
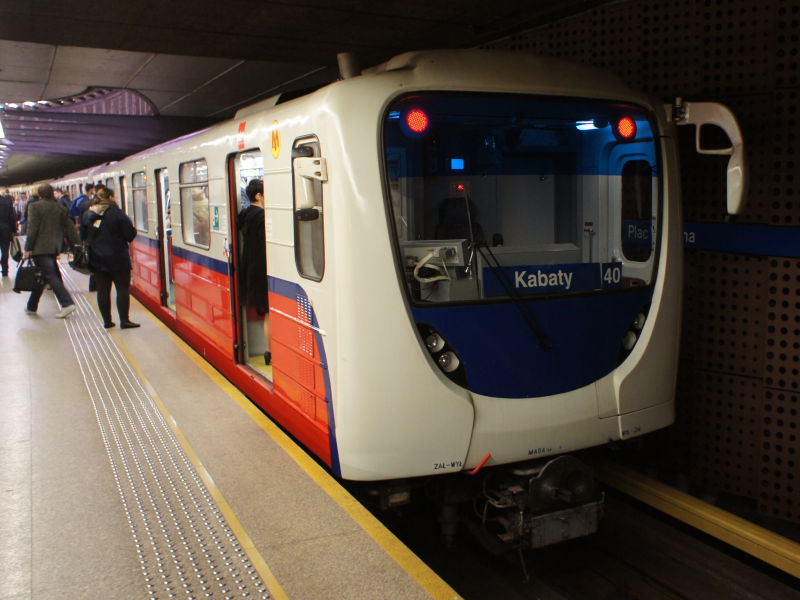
81-572.2/573.2
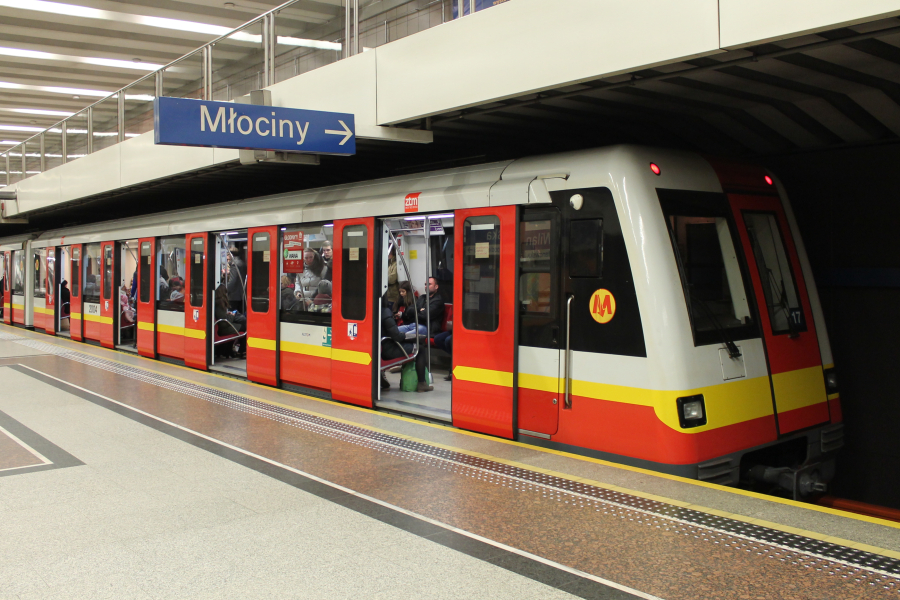
Alstom Metropolis 98B
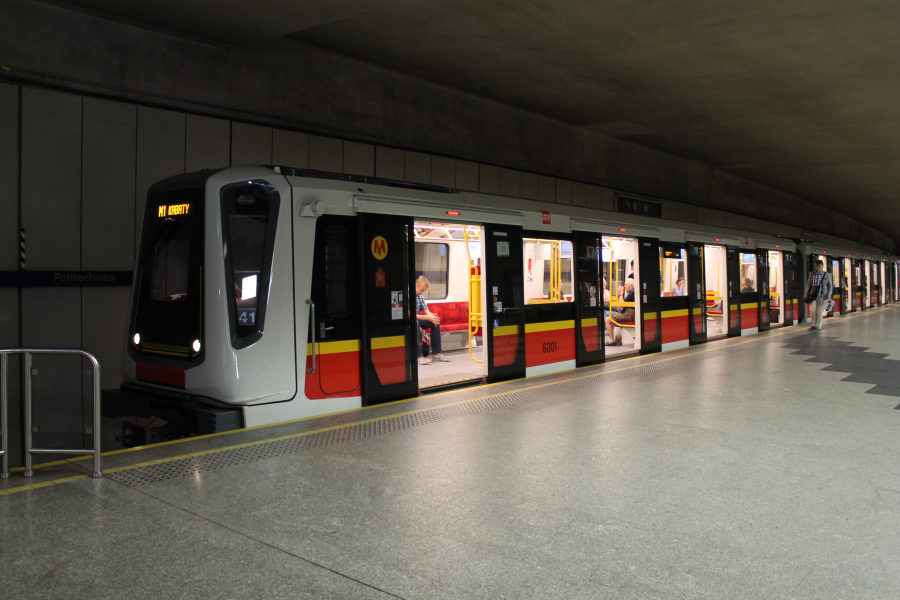
Siemens Inspiro